# مارك إدوارد لويس
مارك إدوارد لويس (بالإنجليزية: Mark Edward Lewis)‏ هو مؤرخ أمريكي، ولد في 1954.